# 121 هـ
121 هـ هي سنة في التقويم الهجري امتدت مقابلةً في التقويم الميلادي بين سنتي 738 و739.

## مواليد
- الأصمعي
- عبد الملك الأصمعي

## وفيات
- سلمة بن كهيل
- عبد الرحمن بن زياد بن أنعم
- عطية بن قيس الكلابي
- مسلمة بن عبد الملك